# 4738 Джимігендрікс
(4738) 1985 RZ4 (1985 RZ4, 1976 SL7) — астероїд головного поясу, відкритий 15 вересня 1985 року.
Тіссеранів параметр щодо Юпітера — 3,318.